# Parafia Świętych Bartłomieja i Łukasza w Zagórniku
Parafia pod wezwaniem Świętych Bartłomieja i Łukasza w Zagórniku – parafia rzymskokatolicka znajdująca się w Zagórniku. Należy do dekanatu Andrychów diecezji bielsko-żywieckiej.